# サイクルスチール
サイクルスチール (Cycle stealing) とは、バスサイクルの間を縫って、CPUがメモリにアクセスしていない時にDMAなどのバスマスタプロセッサがメモリを共有してアクセスを行なう技術である。
パーソナルコンピュータにおいては、比較的バスサイクルの長かった時代にはメモリ転送処理として重要な要素技術であった。しかしCPUの動作クロックが向上し、バスサイクルが短くなったことからメモリとCPUの処理速度が逆転するようになり、重要性が低くなった。
近年では、並列コンピューティングのジョブスケーラ技術として、ノードの処理割り当てを最適化する手法の名称としても使用される。